# Nick Pivetta
Nicholas „Nick“ John Carlo Pivetta (* 14. Februar 1993 in Victoria, British Columbia, Kanada) ist ein professioneller kanadischer Baseballspieler auf der Position des Pitchers. Er ist 1,96 m groß, wiegt ca. 100 kg und wirft und schlägt als Rechtshänder. Die Washington Nationals wählten Pivetta in der vierten Runde des MLB-Drafts 2013 aus. In der Saison 2015 wechselte er zu den Philadelphia Phillies, für die er 2017 sein Major League Baseball (MLB)-Debüt gab und bis 2020 spielte. Seitdem spielt er für die Boston Red Sox.

## Karriere

### Highschool und College
Pivetta besuchte die Lambrick Park Secondary School in Saanich, British Columbia. Aufgrund einer Verletzung des ulnaren Kollateralbandes im rechten Ellbogen verpasste er sein letztes Highschool-Jahr als Pitcher. Von 2009 bis 2012 war er Mitglied der kanadischen Juniorennationalmannschaft und nahm an der U18-Weltmeisterschaft 2010 teil.
Er besuchte das New Mexico Junior College, wo er mit einem Baseball-Stipendium für die Thunderbirds spielte, und machte 2013 seinen Abschluss. In seiner ersten Saison erzielte er in 54 Innings ein Ergebnis von 4–1 mit einem ERA von 4,83. Als Zehntklässler im Jahr 2013 erzielte er eine Bilanz von 9–2 mit einem ERA von 3,36, hatte einen Batting Average von .235 und absolvierte sechs komplette Spiele. Das Sportmagazin Baseball America ernannte ihn 2013 zum sechstbesten Junior College Prospect (engl. für Nachwuchsspieler) und Perfect Game USA stufte ihn als drittbesten Junior College Prospect ein, da sein Fastball bis zu 97 Meilen pro Stunde erreichte. Er spielte für die Victoria Eagles in der Jugend-Baseballliga British Columbia Premier Baseball League und für die Victoria HarbourCats in der College-Sommerliga West Coast League.

### Washington Nationals
Die Washington Nationals wählten Pivetta in der vierten Runde des MLB-Drafts 2013 aus. Er unterschrieb bei den Nationals für 364.300 $ und gab sein Profidebüt bei den Gulf Coast Nationals in der Rookie Gulf Coast League. Er beendete die Saison bei den Auburn Doubledays in der Class A-New York-Pennsylvania League. In neun Spielen bei acht Starts zwischen den beiden Teams erzielte er ein 1–1 mit einem ERA von 2,91.
Pivetta verbrachte das Jahr 2014 bei den Class A Hagerstown Suns, wo er in der Mitte der Saison zum All-Star der South Atlantic League (SAL) und am 23. Juni zum Pitcher of the Week der SAL gewählt wurde und mit 13 Siegen den dritten Platz in der SAL und den ersten Platz unter allen Washingtoner Minor Leagern belegte. Er beendete die Saison mit einer Bilanz von 13–8, 4,22 ERA und 1,37 WHIP („walks plus hits per inning pitched“) in 26 Spielen bei 25 Starts auf Platz 7 in der Liga. Nach der Saison wurde er von Baseball America zum zehntbesten Prospect im Minor-League-System der Nationals ernannt.
Im Jahr 2015 erzielte Pivetta für die Class A-Advanced Potomac Nationals eine Bilanz von 7–4 mit einem ERA von 2,29 und war ein Carolina League All Star.

### Philadelphia Phillies

#### 2015–2017
Am 28. Juli 2015 überließen die Nationals Pivetta für Jonathan Papelbon an die Philadelphia Phillies.
Im Jahr 2016 erzielte er eine Bilanz von 11–6 (seine 11 Siege waren die drittbesten der Liga) mit einem ERA von 3,41 (6.) und 111 Strikeouts (6.) für die Double-A Reading Phillies, mit denen Pivetta in der Mitte der Saison ein All Star der Eastern League war. Bei fünf Starts für die Triple-A Lehigh Valley IronPigs erzielte er ein 1–2 mit einem ERA von 2,55 und 27 Strikeouts in 24,2 Innings. Die Phillies nahmen ihn nach der Saison 2016 in ihren 40-Mann-Kader auf.
Pivetta spielte für das Team Kanada bei den World Baseball Classic 2017.
Im Jahr 2017 erzielte Pivetta für die IronPigs eine Bilanz von 5–0 mit einem ERA von 1,41 und war in der Woche bis zum 16. April Phillies Minor League Pitcher of the Week. Pivetta wurde am 30. April in den 25-Mann-Kader befördert und gab am selben Tag gegen die Los Angeles Dodgers sein MLB-Debüt. Er erzielte eine Bilanz von 8–10 mit einem ERA von 6,02 und 140 Strikeouts in 133 Innings für die Phillies. Unter den Rookies der Major League belegte er Platz 1 bei den Strikeouts pro neun gepitchten Innings (9,47, mindestens 125 Innings; die höchste Quote, die je ein Rookie der Phillies mit mindestens 25 Starts erreicht hat) und Platz 3 bei den Strikeouts (140; die 9. meisten Strikeouts in einer Saison, die je ein Rookie der Phillies erreicht hat).

#### 2018–2020

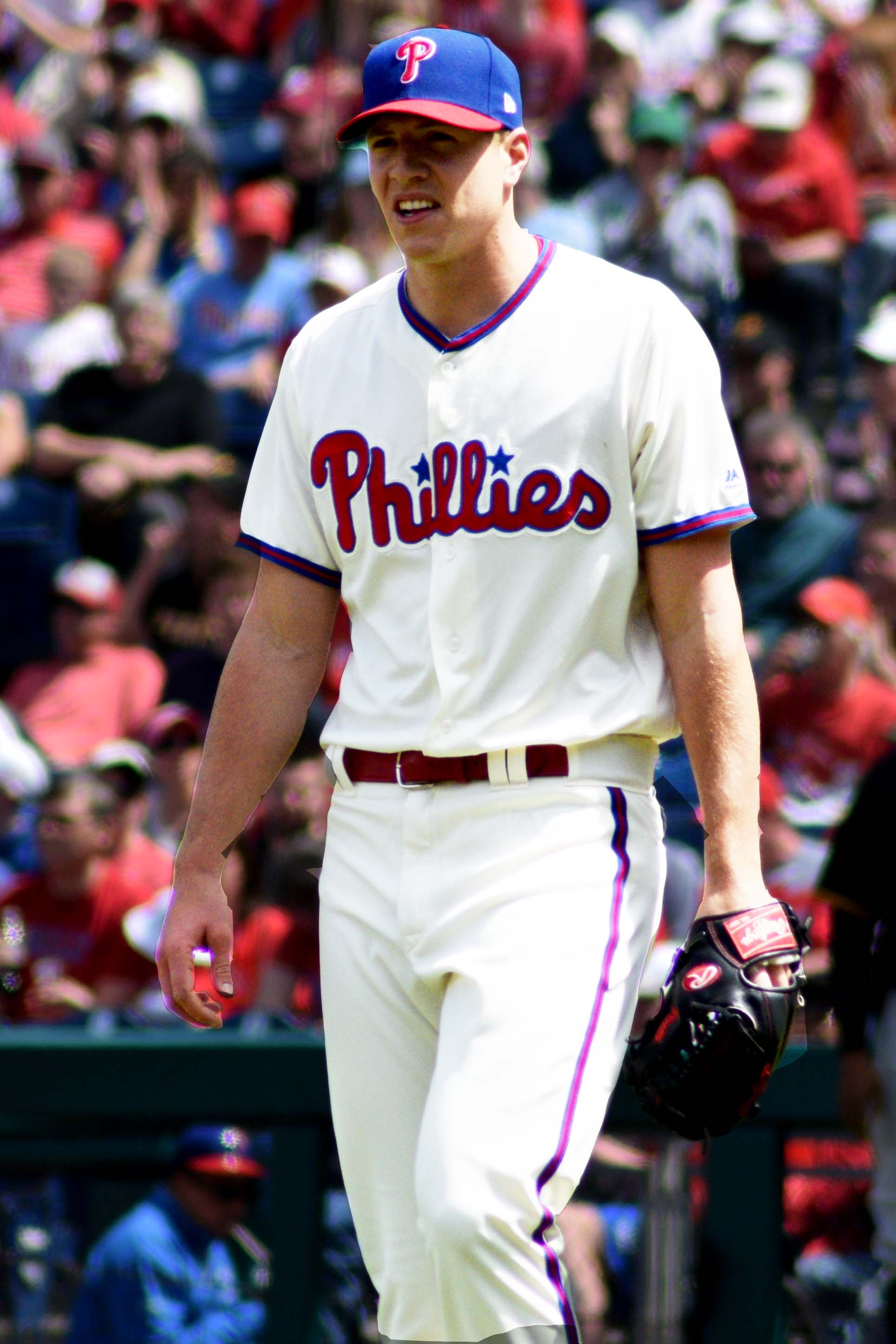
Nick Pivetta (2018)

Im Jahr 2018 war Pivetta 7–14 mit einem ERA von 4,77 Fünfter in der National League (NL) mit 10,32 Strikeouts pro 9 gepitchter Innings. Er erzielte damit die zweithöchste Rate aller Phillie-Pitcher in der Franchise-Geschichte, hinter Curt Schillings 11,29 (im Jahr 1997). Er war außerdem Achter in der NL in Strikeouts (188) und Wild Pitches (11), Neunter in der NL in Spielen als Starter (32) und Strikeouts/Walk (3,69). Er erlaubte aber auch gegnerischen Schlagmännern den höchsten Batting Average der MLB bei „Balls in Play“ (.326). Am 18. Juni gegen St. Louis erzielte er mit 13 Strikeouts ein Karrierehoch. Sein Fastball wurde mit bis zu 98 Meilen pro Stunde gemessen.
2019 wurde Pivetta zu Beginn der Saison in die AAA degradiert. Mit Lehigh Valley erreichte er ein Ergebnis von 5–1 mit einem ERA von 3,07. In 9 Spielen bei 6 Starts und 41,0 Innings warf er gegen 58 Batter bei einem Verhältnis von 12,7 Strikeouts/Innings (5. Platz in der International League) und gab 23 Hits ab, wobei er mit 5,0 Hits/9 Innings das beste Verhältnis in der Liga hatte.  Am 19. Juli wurde bekannt gegeben, dass er als „Relief“ eingesetzt werden würde, also als Baseball-Pitcher, der während eines Spiels für einen anderen Pitcher einspringt. Bei den Phillies erreichte er 2019 eine Bilanz von 4–6 mit einem Save (beendete das Spiel für die Mannschaft siegreich unter bestimmten vorgeschriebenen Bedingungen) und einem ERA von 5,38, wobei er in 30 Spielen bei 13 Starts insgesamt 93,2 Innings absolvierte.
Pivetta absolvierte in der verkürzten Saison 2020 drei Einsätze für Philadelphia und erzielte in 5 2⁄3 Innings ein ERA von 15,88.

### Boston Red Sox
Am 21. August 2020 wurde Pivetta zusammen mit Connor Seabold im Tausch gegen Brandon Workman, Heath Hembree und Bargeld an die Boston Red Sox verkauft. Pivetta wurde am 22. September in den aktiven Kader der Boston Red Sox aufgenommen und startete an diesem Tag gegen die Baltimore Orioles. In seinen zwei Einsätzen für die 2020 Red Sox erzielte Pivetta zwei Siege und erzielte einen ERA von 1,80 mit 13 Strikeouts in 10 Innings.
Pivetta begann die Saison 2021 als Teil von Bostons „Starting Rotation“, also der Gruppe von Pitchern, die von einer Baseballmannschaft zu Beginn eines Spiels eingesetzt werden. In seinen ersten sieben Starts erzielte er eine 5–0-Bilanz, bevor er am 12. Mai aufgrund von Nebenwirkungen des Impfstoffs für einen Tag auf die COVID-bezogene Verletztenliste gesetzt wurde. Am 24. Juni warf Pivetta 6 2⁄3 Innings lang ein Spiel ohne Hit gegen die Tampa Bay Rays. Danach wurde er aus dem Spiel genommen, nachdem er mehr als 100 Pitches geworfen hatte. Die Red Sox verloren anschließend sowohl den möglichen No-Hitter (also ein komplettes, über mindestens neun Innings geführtes Spiel, in dem eine Mannschaft keinen gültigen Base Hit des Gegners zulässt) als auch das Spiel selbst. Am 5. September wurde Pivetta auf die COVID-bezogene Liste gesetzt; er kehrte am 12. September ins Team zurück. In der regulären Saison absolvierte Pivetta 31 Einsätze (30 Starts) für Boston und erzielte dabei eine 9–8 Bilanz  – bei seinem einzigen Relief-Einsatz gelang ihm ein Save – mit einem ERA von 4,53. Er schaltete dabei in 155 Innings 175 Schläger aus. In der Postseason kam er dreimal zum Einsatz (ein Start) und ließ in 13 2⁄3 Innings vier Runs zu.

## Pitching-Stil
Pivetta wirft einen Four-Seam-Fastball, einen Curveball, einen Slider und einen Changeup. Er verlässt sich hauptsächlich auf seinen Fastball, der durchschnittlich 96 Meilen pro Stunde (154 km/h) schnell ist, und seine beiden Breaking Balls Curveball und Slider. In den Jahren 2017 und 2018 warf er 59 % der Zeit seinen Fastball, 19 % der Zeit seinen 80-mph Curveball und 15 % der Zeit seinen 85-mph Slider.

## Privates
Nick Pivetta ist verheiratet mit Kristen Pivetta.